# Сотонін Костянтин Іванович
Костянтин Іванович Сотонін (Сатонін) (26 Лютого [10 березня] 1893 — близько 1944) — російський і радянський філософ, фахівець з наукової організації праці, автор концепцій «філософської лікарні» та «косметики».

## Біографія
Народився 26 лютого 1893 року в селі Рибна слобода, Лаїшевського повіту, Казанської губернії. Доводиться братом радянської художниці і шахістки Г.І. Сатоніної. Закінчивши гімназію в 1912 році, вступив до Казанського університету на історико-філологічний факультет. 

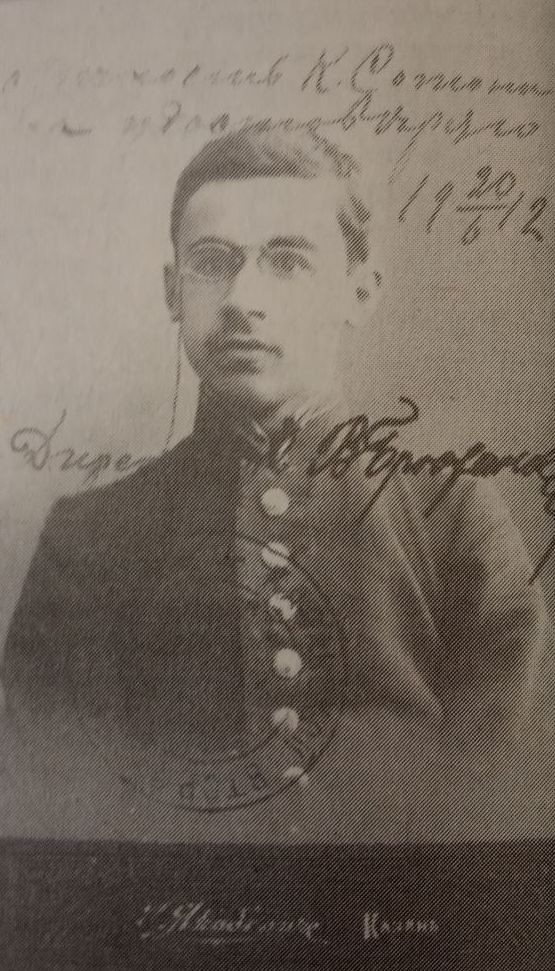
Молодий К.І. Сотонін після випуску з Другої Казанської чоловічої гімназії в 1912 році.

Під час навчання Сотонін почав публікацію своїх перших праць. Так, наприклад, перебуваючи під впливом О. І. Введенського і неокантіанських ідей, він пише «Заопытное и транцендентное» та «Словарь терминов Канта». Також молодий філософ виявляє інтерес до античності і виконує переклади текстів Зенона і Меліса для «Досократиков» О. О. Маковельського. Його науковим керівником був професор О. Д. Гуляєв, видатний філософ і вчений свого часу. За його клопотанням, в 1916 році, Сотонін був залишений на кафедрі для приготування до професорського звання по кафедрі філософії. У 1917 році його відправляють до Петрограду, де він пише статтю «К вопросу об идеях Платона» для Журналу Міністерства народної освіти, в якій порівнює класичний (Е. Целлер) та неокантіанський (марбурзький) підходи до дослідження Платона (Герман Коген, Пауль Натроп). В цей же період фіксується його листування з Г. Г. Шпетом.
Костянтин Сотонін був поліглотом. Він знав шість мов: грецьку, латину, німецьку, французьку, англійську та італійську.
У 1919 році Сотонін став викладачем експериментальної психології та естетики в Казанському університеті. У двадцяті роки очолював психологічний відділ академічного центру Наркомосу Татреспубліки, працював співробітником Казанського Інституту Наукової Організації Праці і викладав у Східному Педагогічному Інституті.
Сотонін брав участь у культурному житті Казані. Друзями його сім'ї були молоді художники-авангардисти К. К. Чеботарьов та О. Г. Платунова. Виставці останньої він присвятив мистецтвознавчу брошуру «Творчество А. Г. Платуновой» (Казань, 1922). Зі спогадів його учнів відомо, що на його квартирі регулярно відбувалися поетичні вечори. Ним також була зроблена спроба організувати поетичний тур по маленьких містах Волги.
14 листопада 1929 року, Сотонін був заарештований ОГПУ за статтею 58-11, 141. ("організатор нелегального політико-філософського гуртка"). В цей же час в пресі розгортається компанія проти «сотонінщини». Анонімні критики звинувачують казанського філософа в розбещенні молоді та пропаганді наркотиків, а його ідеї називають «напівбожевільним маренням». Директор Казанського Інституту Наукової Організації Праці,  І. М. Бурдянський, у «Віснику Казанського Інституту Наукової Організації Праці» (1929 р.) пише «розгромну» статтю проти заарештованого. Результатом розгорнутої проти нього кампанії стало те, що, 3 грудня 1930 року, Сотонін був засуджений до трьох років позбавлення волі.

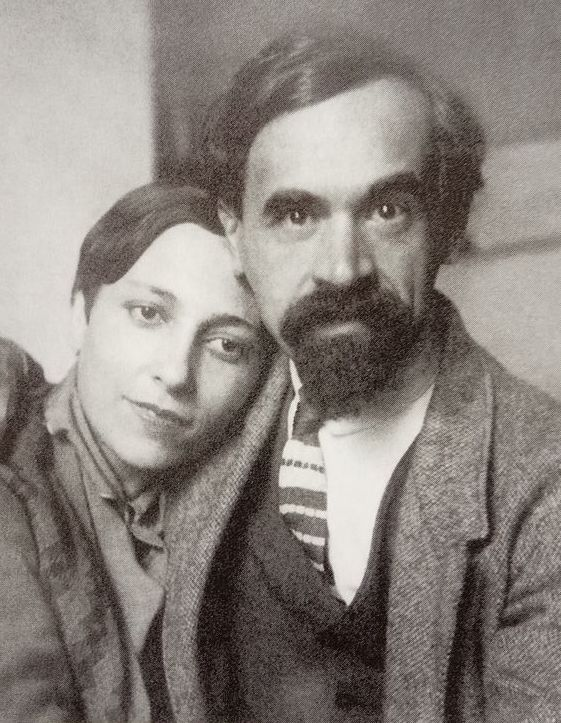
К.І. Сотонін та його дружина О.А. Ротт.

Після виходу на свободу, він влаштувався на роботу хіміком в селі недалеко від Казані і вже нічого не писав. У 1938 році він був заарештований знову і засуджений як «ворог народу». Помер в роки Другої світової війни від розвиненого в результаті посилення недуги — туберкульозу. Був відпущений на свободу в невиліковному стані і помер приблизно в 1944 році.

## Основні ідеї
У період своєї творчої активності, в 20-ті роки, Сотонін опублікував ряд робіт і статей, що стосуються філософії життя, рецепції античної філософії, естетики, літературознавства, наукової організації праці, психології та неврології.
Свої основні ідеї філософ виклав на сторінках книги «Сократ: введенние в косметику» (1925). У ній Сотонін, звернувшись до фігури Сократа, проводить оригінальну рецепцію його ідей і робить висновок, що «філософія є дитя незадоволеності, незадоволеного еротичного пристрасного прагнення до блага», яке може бути задоволене за допомогою позбавлення людини від страждань («свербінь»). Класифікацією цих «свербінь» необхідно займатися за допомогою психології та неврології, про що Сотонін пише в статті «Идея философской клиники» (1922). Там же він формулює концепт «філософських лікарень», в яких професійні «лікарі-філософи» допомагали б людям досягати особистого блага. Замість універсальної етики, як вважав Сотонін, повинна з'явитися «діететіка», яка, подібно дієті, відповідала б на індивідуальні потреби тієї чи іншої особистості в залежності від її темпераменту (див. «Темпераменты. Проблемы и гипотезы», 1921) та інших психологічних і фізіологічних факторів. У терапевтичних цілях Сотонін вважав дозволеним використання гашишу і морфію, а для невиліковно страждаючих людей він допускав можливість самогубства.

### Косметика
Окреме значення в його спадщині має філософія «косметики». Причетних до неї Сотонін називає «культурними» людьми, на противагу  тим, що «культивуються». Перші відрізняються від других тим, що вони є циніками у повній мірі, а другі лише стають такими, їх цінності тільки починають релятивізуватися. «Косметика», таким чином, це філософія «культурних» людей.
У «косметиці» синтезуються три принципи, «свербіння», які в тій чи іншій мірі розробляються автором в окремих роботах (див. «Анализ эстетического переживания», 1925). Сотонін перераховує ці «свербіння», класифікуючи їх як «дарують радість»: симпатичеський, естетичеський та косметичеський.
Перший, «симпатичний», «свербіж» є почуття співпереживання іншому живій істоті. На його основі будується, наприклад, світогляд багатьох політичних діячів, через що симпатичне почуття «має величезне соціальне значення». Але саме по собі воно не дарує людині радість. Її здатний викликати лише «симпатичний свербіж з приводу мислимої в майбутньому, в результаті наших дій, радості інших людей». Він називає його «свербіння дарування», задоволення якого приносить обопільну радість і дарує, і отримує дар. Причому подарунок повинен бути не «жертвою», а актом безоплатної дії. Тільки в такому випадку він стає заміщенням слабкого свербіння (невдоволення) великою радістю, тоді як жертвоприношення — це заміна більш сильного страждання слабшим. Сотонін ставить «свербіж» дарування на чільне місце своєї соціальної філософії, вважаючи, що він повинен стати «найважливішим предметом соціальної педагогіки» серед цинічних, культурних особистостей, і пише, що «тільки на цьому ґрунті можна досягти усунення постійного і посилюється з ростом культури конфлікту суспільства і особистості».

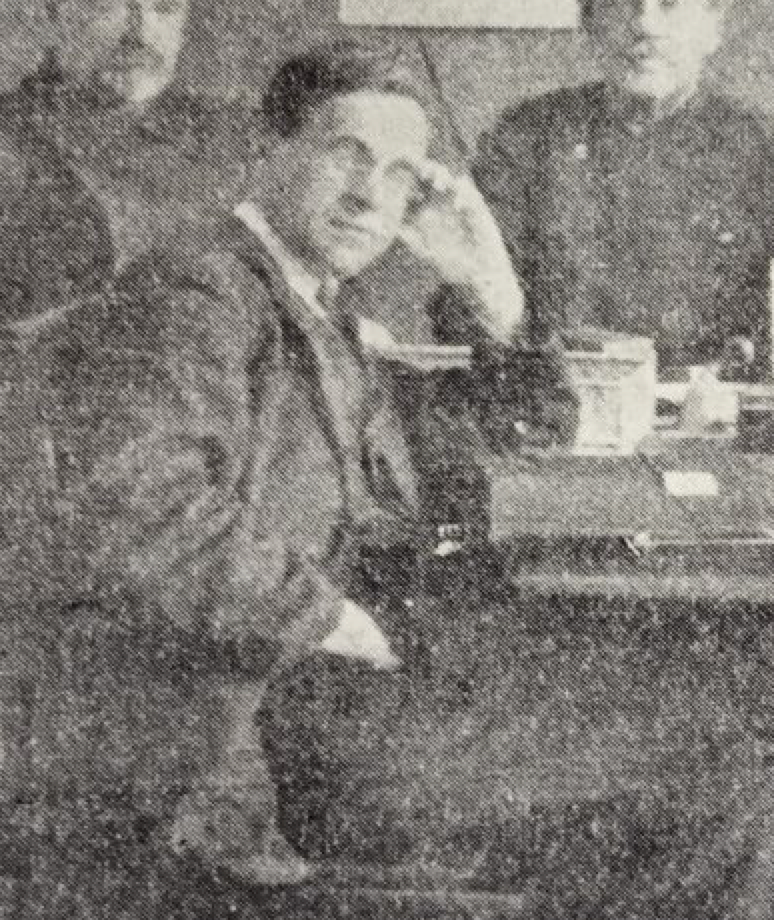
К.І. Сотонін на груповий фотографії співробітників Казанського ІНОПа.

«Естетичний свербіж» — це багатоскладове почуття, що полягає в отриманні задоволення від сприйняття тих чи інших естетичних об'єктів. Задоволення від цього «свербіння» також дарує людині радість. Розробка авторської теорії естетики була тісно пов'язана з літературною позицією мислителя і його роботою над науковою організацією праці. Сотонін дотримувався імажиністських поглядів на літературу і розвивав ідеї В.Г. Шершеневича і А. Б. Марієнгофа про «аполітичність» та «позакорисністі» мистецтва. Об'єкти естетичної насолоди цінні не тому, що вони корисні в соціальному чи іншому сенсі, а через задоволення «естетичного свербіння» (лише в цьому сенсі вони «корисні»). Корисні речі повинні перетворюватися художниками і знаходити «позакорисну» цінність, як естетичні об'єкти. Таким чином, за допомогою мистецтва ми здатні перетворювати виробництво просто корисних речей в приємну, що дарує радість діяльність. Тому Сотонін ставить завданням (актуального для нього) соціалістичного суспільства і художників зокрема «працю обставити так, щоб вона стала легкою і святковою як радісний танок» (більше про це див. в «НОТ как философия трудящихся масс» Казань, 1924).
Третій «свербіж», «косметичний», є наріжним каменем у філософії Сотоніна. Саму «косметику», в широкому сенсі, мислитель визначає як «мистецтво ряшливості». «Косметичний свербіж» ж представляє з себе глибоко вкорінене в людині прагнення до творення порядку. Упорядкування природи — це «ознака дружності», оскільки порядок — це «ознака мирного, спокійного, усталеного життя». «Косметичне» почуття, таким чином, представляє з себе приватну форму свербіння дарування. «Косметність» людини є його прихильність до інших людей — це «найбільш чиста, абсолютно безкорислива форма подарунка».

## Головни праці
- Словарь терминов Канта: к трем критикам. Казань, 1913
- Таблицы по истории философии. Казань, 1913
- К вопросу об идеях Платона. Петроград, 1915
- Заопытное и трансцендентное: история и метафизика. Казань, 1915
- Темпераменты. Проблемы и гипотезы. Казань, 1921
- Творчество А.Г. Платуновой. Казань, 1922
- В. Маяковский и К. Чеботарев. К выставке Художественного Института. Казань, 1922
- Идея философской клиники: Введение в систему философии. Казань, 1922
- НОТ как философия трудящихся масс. Казань, 1924
- Сократ. Введение в косметику. Казань, 1925
- Сократ: Введение в косметику. М., 2019. ISBN 978-5-6043673-1-5
- Анализ эстетического переживания. Казань, 1925
- Психограмма судебного следователя // Интеллигентный труд. М., 1925
- Очерк криминальной психологии. Казань, 1925
- Система нотной записи движений человеческого тела. Казань, 1928